# Destination Software Inc.
Destination Software Inc., mer kända som DSI Games, var ett amerikanskt datorspelsförlag och datorspelsutvecklare. Baserat i Moorestown, New Jersey, är DSI mest känt för publicering av SNOOD. DSI publicerade titlar för Nintendo DS, Wii, Game Boy Advance och PlayStation 2.